# Акунк (Гегаркуник)
Акунк (арм. Ակունք) — село в Армении в марзе Гегаркуник, район Варденис.

## География
Село расположено в северо-западном пригороде г. Вардениса в 168 км к востоку от Еревана, в 73 км к северо-западу от областного центра — города Гавара, в 2 км от него за небольшими горами расположены руины ликвидированного курдского села Кефли и в 3,5 км от Айрка.

## История
В результате персидских нашествий, в 17 веке, поселение Акунк было полностью разрушено, население было депортировано или уничтожено. В 1828-1830 годах, в результате русско-турецкой войны, сюда прибыли эмигранты из села Каракенд в провинции старый Баязет. Село стало называться Гырхбулаг (в переводе как сорок источников) из-за множества родников вокруг деревни.
В составе Российской империи село Гырхбулаг поначалу входило в состав Гёгчайского округа Эриванской провинции Армянской области. В начале XX века азербайджанские жители селения в ходе армяно-турецко-азербайджанского конфликта были вынуждены его покинуть. Однако в 20-е годы XX века, после урегулирования конфликта советской власти в отличие от других селениях вокруг г. Вардениса, куда снова заселились азербайджанцы, но в Гырхбулаге они более не жили, но оно носила тюркское название.
В 1935 году село было переименовано в Акунк.
Численность населения — 4538 человек на 1 декабря 1988, 4313 человек на 1 января 2012.

## Экономика
В советское время в селе было развито сельское хозяйство, в основном животноводство и выращивание табака. На территории села находятся источники чистой питьевой воды.

## Достопримечательности
В северной части села расположены небольшие горы, в подножье которых много родников и ручей. Сами горы входят в систему Вардениских гор, богаты разной фауной.